# F–19

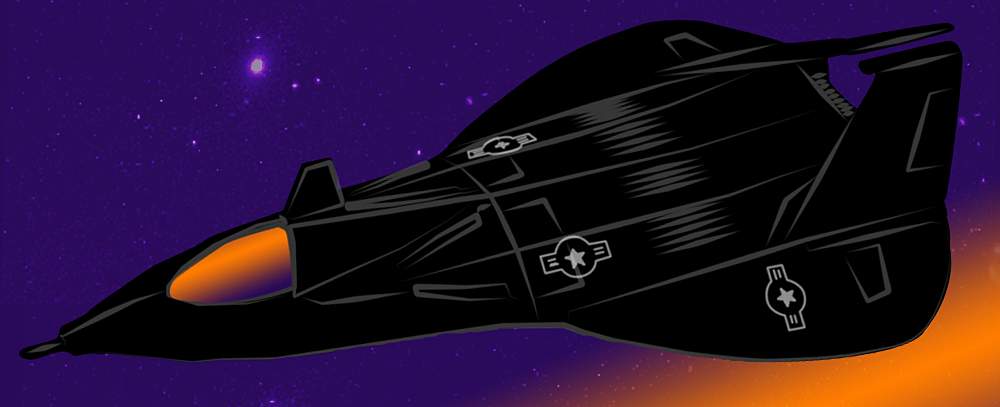
Az F-19 egyik feltételezett formája

Az F–19 az amerikai légierő egyik olyan vadászrepülőgép típusjelzése, amelyet hivatalosan soha nem használtak. A jelölés hiányát jelentős misztika övezi, és egyes találgatások szerint a megjelölés egy mai napig titkos gépet takar. Egy talán szélesebb körben elfogadott elmélet szerint azonban az F–19 az F–117 Nighthawk fedőszáma volt, mielőtt annak létezését 1988-ban nyilvánosságra hozták.

## Típusjelzés
1962-ben az amerikai haderők egyesítették a repülőgépek számozását, és a vadászgépeket azután emelkedő sorrendben számozták, kezdve az F–1 Fury-val. Az F–13 számot egy gépnek sem jelölték ki, valószínűleg a tizenhármas számot övező babonából.
Az F/A 18 Hornet után azonban az F-20 Tigershark-ot jelentették be. Amikor a sok találgatásokkal körülvett lopakodó gépet 1988-ban nyilvánosságra hozták, akkor az F-117 Nighthawk nevet kapta. A számozást többek között annak is tulajdonították, hogy a titkos gép első kézikönyvein az „F-117” kód szerepelt, és később ez vált a régi gépszámozásban egyébként beillő gépszámmá. Ha az amerikai légierő gépei ugyanis az 1962 előtti rendszer számozását követnék, akkor az F-117 pont ugyanakkor kerülne sorra, mint az új rendszerben az F–19. Arra nem található bizonyíték, hogy az F–19-et a Nighthawk megjelölésére használták, bár az amerikai légierő múzeumának weboldala 2003 óta az alábbi titokzatosan semmitmondó megjelölést is tartalmazza: „Lockheed F-19 CSIRS (lásd F-117)”.
Egykor a USAF egyik szóvivője azt állította, a számozást azért hagyták ki, hogy ne keverjék össze a MiG–19-cel, bár ennek ellentmond, hogy volt F–17, F–21 és F–23.

## Egy nyílt titok
A sorozatszám hiányának magyarázatára több elmélet is született. Az 1980-as évek legelterjedtebb elmélete szerint az F–19 szám egy, az amerikai légügyi társadalomban nyílt titoknak számító lopakodó repülőgépet takart. 1986-ban A Testors amerikai makettgyártó, amely termékeit az európai piacon az Italeri forgalmazta, piacra dobott egy repülőgépmakettet, amelynek az F–19 Stealth Fighter nevet adták. A makett hamarosan minden idők legnépszerűbb műanyag makettjévé vált, és még az AMT által gyártott Star Trek Enterprise csillaghajóját is lekörözte, pedig ez utóbbi akkor már szinte húsz éve piacon volt. A siker arra késztette a Testorst, hogy a szintén misztikával övezett szovjet vadászgép, a MiG–37, illetve egy lopakodó helikopter, a Stingbat LHX makettjét is piacra dobja. A Testors makettjét később a GI Joe játékok tervezéséhez is felhasználták.

## A Northrop típusjelzés-elmélet
Egy másik elmélet szerint a Northrop repülőgyártó az F-20 szám kijelölését kérte az új repülőjéhez, ahogyan a második világháború során a General Motors kérésére átugrották a P-74 megjelölést, hogy a marketingszempontból jobban csengő P-75 lehessen az új gépük száma. Egy ideig ezt az elméletet is városi legendának hitték, ám 2002 nyarán Andreas Parsch repülőkutató az amerikai információjogosultsági törvény, a FOIA alapján az USAF-tól kikért dokumentumokból kiderítette, hogy az F–19 jelölést csakugyan a Northrop kérésére hagyták ki a sorból 1982-ben. A cég páros számot szeretett volna az F–5-ből továbbfejlesztett Tigershark gép exportjához, mivel a szovjetek csupa páratlan számot használtak, úgyhogy a fenti MiG-19-es elmélet csakugyan közel állt a valósághoz, ám elég szerencsétlenül fogalmazták meg. A Northrop nem azért kérte az F-20 megjelölést, hogy a gépet ne keverjék össze a MiG-19-cel, hanem hogy a gép páros száma jobban elkülönüljön a szovjet páratlan számoktól. A FOIA kérés megírása két órába telt, a légierő 7 héttel később válaszolt, és a FOIA irodába elküldött fax telefonköltségétől eltekintve nem került semmibe.
Egy további elmélet szerint az F-111 Aardvark számozása a hatvanas években az F–19 volt.

## Az F-19 a popkultúrában
Szintén 1986-ban Tom Clancy író tollából megszületett egy fiktív harmadik világháborús, nem nukleáris európai háborút leíró regény, a Vörös vihar (Red Storm Rising). A könyvben szerepet kapott egy F–19 Ghostrider névre keresztelt lopakodó vadászgép. 1988-ban a Microprose szoftvercég elkészítette az F–19 Stealth Fighter nevű játékot, amely sokak szerint a mai napig is a lopakodó légiharcot legjobban bemutató szimulátor.

## Makettek
Ami pedig a maketteket illeti – a Testors/Italeri piaci sikere után a Monogram/Revell is kihozott egy gépet, amelyet szintén F–19-nek nevezett el. Állítólag az F–19 név jogát a Testorstól vásárolták meg. Érdekes módon a Testors/Italeri F–19 makettje nagyon sokban hasonlít a HAVE BLUE lopakodó prototípusra, bár a makett tervezők valószínűleg az SR–71 formáiból is sokat meríthettek.

### Gyári makettek
- A Monogram gyártotta F-19A Specter
- A Revell gyártotta F-19A Ghostrider
- A Kasatosi gyártotta F-19

### Átfestett F-19 makettek
- Amerikai tengerészgyalogság F-19A Ghostrider-je
- RF-19 Nightowl
- F-19A 'Frisbee'
- Monogram F-19A Specter
- Monogram 'R-5D' Scepter

## Külső hivatkozások (angolul)
- Andreas Parsch hozzászólása a rec.aviation.military hírcsoporthoz, 2002 júliusában
- Az amerikai légierő virtuális múzeuma (Az F–19-et a lap alján említik meg)